# Andkhvoy
Andkhvoy, Andkhoy ou Andkhui é uma cidade do Afeganistão localizada na província de Fariab, a 316 m de altitude. A cidade tem uma população de 37.100 (censo 2004).

## História
A cidade - que se diz ter sido fundada por Alexandre, o Grande - situa-se entre Paropâmiso e e Amu Dária; está a 100 quilômetros oeste de Bactro, no limite do deserto do Turquemenistão. Até 1820 esteve sujeita a Bucara, mas, nesse mesmo ano, Mamud Cã cercou-a durante meses, tomou-a e transformou-a num monte de ruínas. O distrito foi atribuído ao Afeganistão pela Comissão Fronteiriça Russo-Afegã de 1885. A renovação de Andkhvoy começou em 1959, principalmente na parte este do Centro Histórico. O plano falhou e a infraestrutura continuou em más condições; por exemplo: em 1973 apenas 13 % das casas tinham acesso a electricidade e só à noite. A falta de condições sanitárias permaneceu um problema. Os poços de 15 metros de profundidade tinham água salgada e que sabia horrivelmente mal, etc. Para anular esta situação, havia piscinas de água para preservar águas para maus dias a vir todos os meses.

## Educação
Há cerca de 1.000 professores e 4.000 estudantes nesta pequena cidade. No entanto, pelo lado positivo, há duas escolas separadas para rapazes e raparigas, existindo desde por volta de 1995. Entre elas está o Túmulo de Hazrat Baba Wali e a madraça (ou escola) associada que são consideradas muito sagradas pelos turcos da região e são uma grande atracção turística.

## Economia e Transportes
A cidade localiza-se numa das maiores rotas de comércio entre o Uzbequistão e o Turquemenistão, mas isso não ajuda economicamente Andkhvoy. A cidade só recentemente teve contacto com o mundo exterior através de telemóveis, graças à companhia ROSHAN GSM.
A cidade situa-se numa planície nos arredores do rio Shirin Tagab, que irriga a cidade e seus arredores. A cidade e várias aldeias estão sempre numa severa semi-seca. Embora a distância entre Andkhvoy e Sheberghan não seja mais que 70 km a cidade é extremamente remota e isolada da corrente principal de desenvolvimentos da região, assim como Meymaneh. As estradas tanto para Sheberghan (70 km) como para Maimana (130 km) são subdesenvolvidas e são consideradas as piores estradas em todo o Afeganistão. Há um aeroporto 6 quilômetros a leste da cidade com uma pista de cascalho.